# I LOVE YOU〜BALLADE BEST
『I LOVE YOU〜BALLADE BEST』（アイラブユー・バラードベスト）は、日本のミュージシャン、シンガーソングライターである尾崎豊のバラードベスト・アルバム。
2011年4月6日にソニー・ミュージックレコーズよりリリースされた。

## 概要
尾崎豊の20周忌企画「“尾崎豊”20th Memorial Years」のスタートとしてリリースされたバラード・ベスト。「I LOVE YOU」、「OH MY LITTLE GIRL」などの代表曲の他に、ポエトリー・リーディング・アルバムや未発表音源アルバムの楽曲なども収録された。
初回生産限定盤にはDVDが付属し、ラストツアー「BIRTH TOUR」で披露された『僕が僕であるために』のライブ映像を収録。

## 収録曲
| 全作詞: 尾崎豊。 |                                             |           |           |                |      |
| #                | タイトル                                    | 作詞      | 作曲      | 編曲           | 時間 |
| 1.               | 「ダンスホール」(DANCE HALL)                | 尾崎豊    | 尾崎豊    | 西本明         | 4:39 |
| 2.               | 「群衆の中の猫」(Cat In The Crowd)          | 尾崎豊    | 尾崎豊    | 町支寛二       | 4:53 |
| 3.               | 「ドーナツ・ショップ」(DONUTS SHOP)         | 尾崎豊    | 尾崎豊    | 西本明         | 5:43 |
| 4.               | 「I LOVE YOU」                              | 尾崎豊    | 尾崎豊    | 西本明         | 4:19 |
| 5.               | 「Teenage Blue」                            | 尾崎豊    | 尾崎豊    | 西本明         | 4:05 |
| 6.               | 「LONELY ROSE」                             | 尾崎豊    | 尾崎豊    | 尾崎豊、星勝   | 5:38 |
| 7.               | 「OH MY LITTLE GIRL」                       | 尾崎豊    | 尾崎豊    | 西本明         | 4:35 |
| 8.               | 「Mama, say good-bye」                      | 尾崎豊    | 尾崎豊    | 尾崎豊、西本明 | 7:34 |
| 9.               | 「卒業」(Graduation)                        | 尾崎豊    | 尾崎豊    | 西本明         | 6:41 |
| 10.              | 「永遠の胸」(ETERNAL HEART)                 | 尾崎豊    | 尾崎豊    | 尾崎豊、星勝   | 7:46 |
| 11.              | 「MARRIAGE」                                | 尾崎豊    | 尾崎豊    | 尾崎豊、星勝   | 5:43 |
| 12.              | 「Forget-me-not」                           | 尾崎豊    | 尾崎豊    | 西本明         | 5:15 |
| 13.              | 「四月の雨」(APRIL RAIN)                    | 尾崎豊    | Tomi Yo   | 須藤晃         | 5:06 |
| 14.              | 「小さなアートショップ」(A LITTLE ART SHOP) | 尾崎豊    | Tomi Yo   | 須藤晃         | 3:27 |
| 15.              | 「もうおまえしか見えない」                  | 尾崎豊    | 尾崎豊    | 尾崎豊         | 4:31 |
| 合計時間:        | 合計時間:                                   | 合計時間: | 合計時間: | 79:57          |      |

| 全作詞・作曲: 尾崎豊。 |                                                                 |        |            |
| #                      | タイトル                                                        | 作詞   | 作曲・編曲 |
| 1.                     | 「僕が僕であるために (1991年BIRTH TOUR 横浜アリーナ)」(MY SONG) | 尾崎豊 | 尾崎豊     |

## 曲解説
- DISC1
  1. ダンスホール - DANCE HALL
2ndアルバム『回帰線』（1985年3月21日発売）に初収録。
  2. 群衆の中の猫 - Cat In The Crowd
2ndアルバム『回帰線』（1985年3月21日発売）に初収録。
  3. ドーナツ・ショップ - DONUTS SHOP
3rdアルバム『壊れた扉から』（1985年11月28日発売）に初収録。
  4. I LOVE YOU
1stアルバム『十七歳の地図』（1983年12月1日発売）に初収録。
  5. Teenage Blue
2ndアルバム『回帰線』（1985年3月21日発売）に初収録。
  6. LONELY ROSE
5thアルバム『誕生』（1990年11月15日発売）に初収録。
  7. OH MY LITTLE GIRL
1stアルバム『十七歳の地図』（1983年12月1日発売）に初収録。
  8. Mama, say good-bye
6thアルバム『放熱への証』（1992年5月10日発売）に初収録。
  9. 卒業 - Graduation
2ndアルバム『回帰線』（1985年3月21日発売）に初収録。
  10. 永遠の胸 - ETERNAL HEART
5thアルバム『誕生』（1990年11月15日発売）に初収録。
  11. MARRIAGE
5thアルバム『誕生』（1990年11月15日発売）に初収録。
  12. Forget-me-not
3rdアルバム『壊れた扉から』（1985年11月28日発売）に初収録。
  13. 四月の雨 - APRIL RAIN
1stポエトリー・リーディング・アルバム『真空の中でも嵐は起こる』（2006年3月24日発売）に初収録。
  14. 小さなアートショップ - A LITTLE ART SHOP
2ndポエトリー・リーディング・アルバム『巨人の輪郭』（2006年4月26日発売）に初収録。
  15. もうおまえしか見えない
未発表音源アルバム『無題』（1996年3月27日発売）に初収録。

- DISC2（初回生産限定盤のみ）
  1. 僕が僕であるために
ライブツアー「BIRTH TOUR」横浜アリーナ（1991年5月20日）での公演より。